# Dazunquan
Il Dazunquan (达尊拳, pugilato riverito da tutti) è uno stile di arti marziali cinesi diffuso nella provincia del Fujian. Il nome Dazun sarebbe un omaggio riverente a Bodhidharma. Utilizzato come esercizio per la salute dai monaci del tempio Kaiyuansi, la sua pratica si diffuse nell'area amministrativa di Zhangzhou. La leggenda vuole che ciò sia accaduto a seguito della distruzione del tempio durante il regno di Tongzhi della dinastia Qing. 
Caratteristica peculiare di questo pugilato è la forma che assumono le mani, che spesso evocano i mudrā buddisti.
I Taolu a mano nuda di questo stile sono: Luohan dian; Hudie zhang.
Quelli con le armi: Damo hushen gun; Meihuagun; zen; tiěchǐ; shuangjian; fei biao.
È uno degli stili alla base del Wuzuquan.